# Velocidad de transmisión de datos
La velocidad de transmisión de datos mide  el tiempo que tarda un host o un servidor en poner en la línea de transmisión el paquete de datos a enviar. El tiempo de transmisión se mide desde el instante en que se pone el primer bit en la línea hasta el último bit del paquete a transmitir. La unidad de medida en el Sistema Internacional (de estar contemplado en el mismo) sería en bits/segundo (b/s o también bps), o expresado en octetos o bytes (B/s).
- Datos: Q9092847